# 謝爾蓋·蒙布利
謝爾蓋·蒙布利（英語：Serge Mombouli，1959年7月22日—）從2001年起擔任剛果共和國駐美國大使。目前他的居所在美國首都華盛頓哥倫比亞特區，與妻子育有兩名子女。 

## 生平
謝爾蓋·蒙布利在擔任外交官之前，曾在美國德克薩斯州休士頓經商，主要從事石油業及天然氣業。 
2015年8月31日，謝爾蓋·蒙布利成為非洲駐美國外交團團長。